# Bielejewo (powiat szamotulski)
Bielejewo – niewielka wieś sołecka w Polsce położona w województwie wielkopolskim, w powiecie szamotulskim, w gminie Ostroróg. Bielejewo jest jedyną wsią wchodzącą w skład tego sołectwa. Wieś zlokalizowana jest w odległości około 6,5 kilometra od Ostroroga, przy drodze wojewódzkiej nr 116 do Pniew. Powierzchnia sołectwa wynosi około 395 hektarów (z czego tereny zabudowane 8ha)

## Historia
Pierwsza wzmianka o wsi Bielejewo pochodzi z 1397 roku. W tamtym czasie wieś występowała pod nazwą Belegewo (również w 1399 roku). Późniejsze nazwy to Beleywo! i Beleyewo (1404), Byeleyewo (1411), Byelyeyewo (1499) oraz Byeleyowo (1508). Pierwsza wzmianka dotyczy natomiast sporu jaki toczyła właściciela Bielejewa pani Bielejeska z Tomisławem z Oporowa. Poza Panią Betlejewską w pierwszych źródłach pojawiają się również inni właściciele Bielejewa: bracia Tomasz, Janusz i Mikołaj Bielejescy (1399-1412), a później Czerna Bielejewski (1418-1435), Jan (1459-1470) i Michał Bielejescy (1462-1482), dzieci Michała Wojciech, Anna, Brygida i Leonard (1472) i żona Jana - Małgorzata (1470). W 1479 roku i 1482 Michał Bielejeski sprzedaje część Bielejewa Mikołajowy Strzyżmińskiemu. W 1491 Mikołaj Strzyżmiński sprzedaje nabytą od Bielejewskiego część Bielejewa Piotrowi Otorowskiemu, który z kolei sprzedał ją w 1497 roku kasztelanowi kaliskiemu Andrzejowi z Szamotuł. W 1518 roku część 1/2 Bielejewa sprzedają Wacławowi Ostrorogowi bracia Piotr i Stefan Bielejescy. Ostrorogowie jednak nie byli później w XVI wieku wymieniani w źródłach jako współwłaściciele Bielejewa, lecz nadal Bielejescy i Przetoccy - ich krewni. W latach 1508–1580 źródła wymieniają młyn o jednym kole, a w latach 1508-1563 również karczmę.
W II poł. XVII wieku właścicielem Bielejewa był Jerzy Ostaszewski herbu Ostoja, zmarły bezpotomnie w 1687 roku, po którym dziedziczyły jego bratanice Jadwiga Kondradzka i Marcjanna Rutkowska. Marcjanna Rutkowska sprzedała te dobra w 1712 roku za 19.000 zł Janowi Krzysztofowi Konarskiemu.
W XVIII wieku wieś należała do Szczanieckich, a od połowy wieku do Kwileckich. Nabyła je żona Łukasza Kwileckiego - Barbara Lipska 1748 roku od Franciszka z Łagowca Sczanieckiego. W 1759 roku weszło Bielejewo w skład klucza dobrojewskiego - Adama Kwileckiego. W rękach Kwileckich wieś pozostawała do wybuchu II wojny światowej, jako folwark gospodarstwa w Dobrojewie. W 1953 roku w Bielejewie utworzono spółdzielnie produkcyjną, a w 1972 roku powstał Kombinat Spółdzielczy Bobulczyn, Bielejewo, Wierzchocin. W latach 1975–1998 miejscowość należała administracyjnie do województwa poznańskiego.

## Czasy współczesne
Obszar wsi wykorzystywany jest głównie rolniczo. W zakresie infrastruktury technicznej – wieś jest zwodociągowana, brak kanalizacji i gazociągu (większość domów ogrzewana jest węglem). We wsi nie ma przedszkola ani szkoły, jest świetlica wiejska i plac zabaw, a północnej części wsi krzyż drewniany. Na terenie miejscowości nie funkcjonują żadne organizacje pozarządowe. Na terenie wsi nie jest zarejestrowany żaden podmiot w CEDIG ani w KRS.

## Demografia
Wieś Bielejewo na koniec 2015 roku zamieszkiwało 85 osób (42 kobiety i 43 mężczyzn), czego 20 osób do 18 roku życia (11 kobiet i 9 mężczyzn), 50 osób w wieku 19-60 lat (22 kobiety, 28 mężczyzn) oraz 15 osób powyżej 60 lat (9 kobiet, mężczyzn). Dla porównania w 1990 roku wieś liczyła 240 mieszkańców, a w 2008 roku 97 osób.